# Roblésydbok
Roblésydbok (Nothofagus obliqua) är en tvåhjärtbladig växt som först beskrevs av Charles-François Brisseau de Mirbel, och fick sitt nu gällande namn av Anders Sandøe Ørsted. Nothofagus obliqua ingår i släktet Nothofagus och familjen Nothofagaceae.

## Bildgalleri

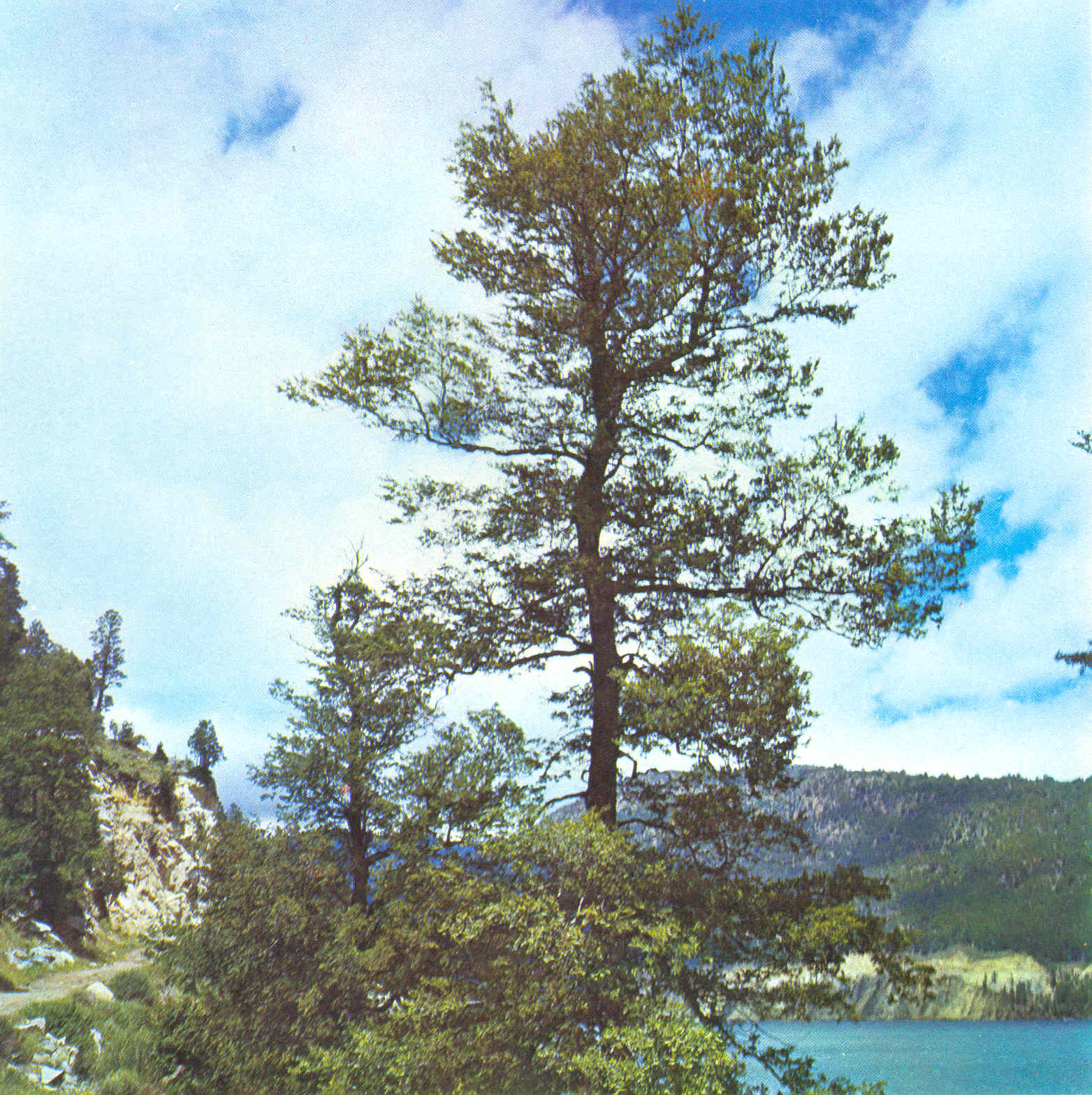
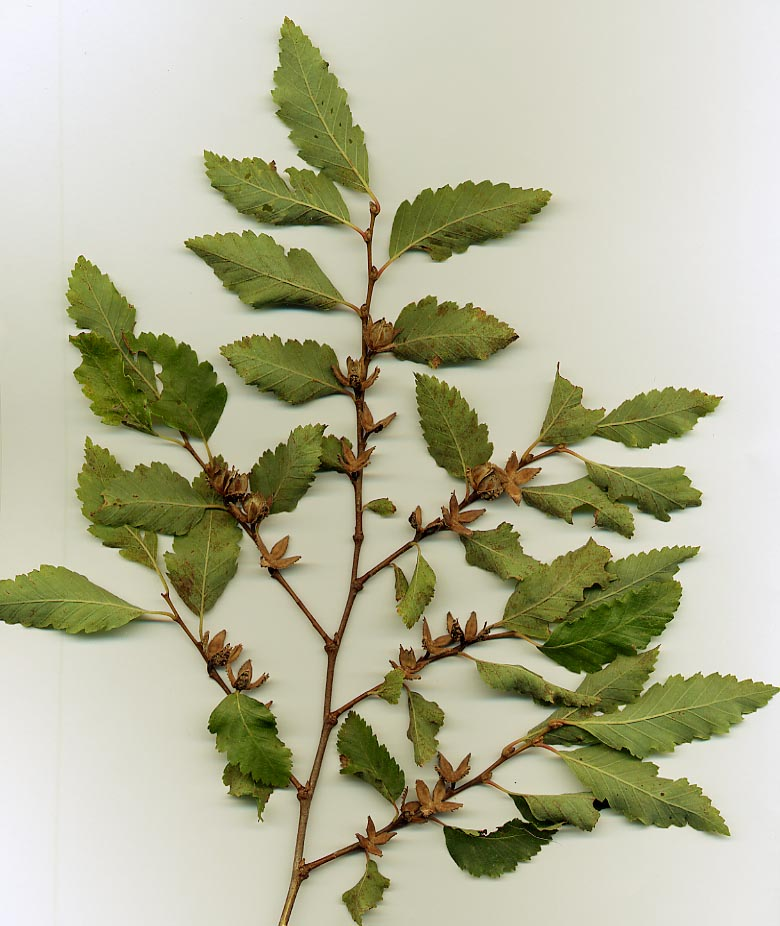
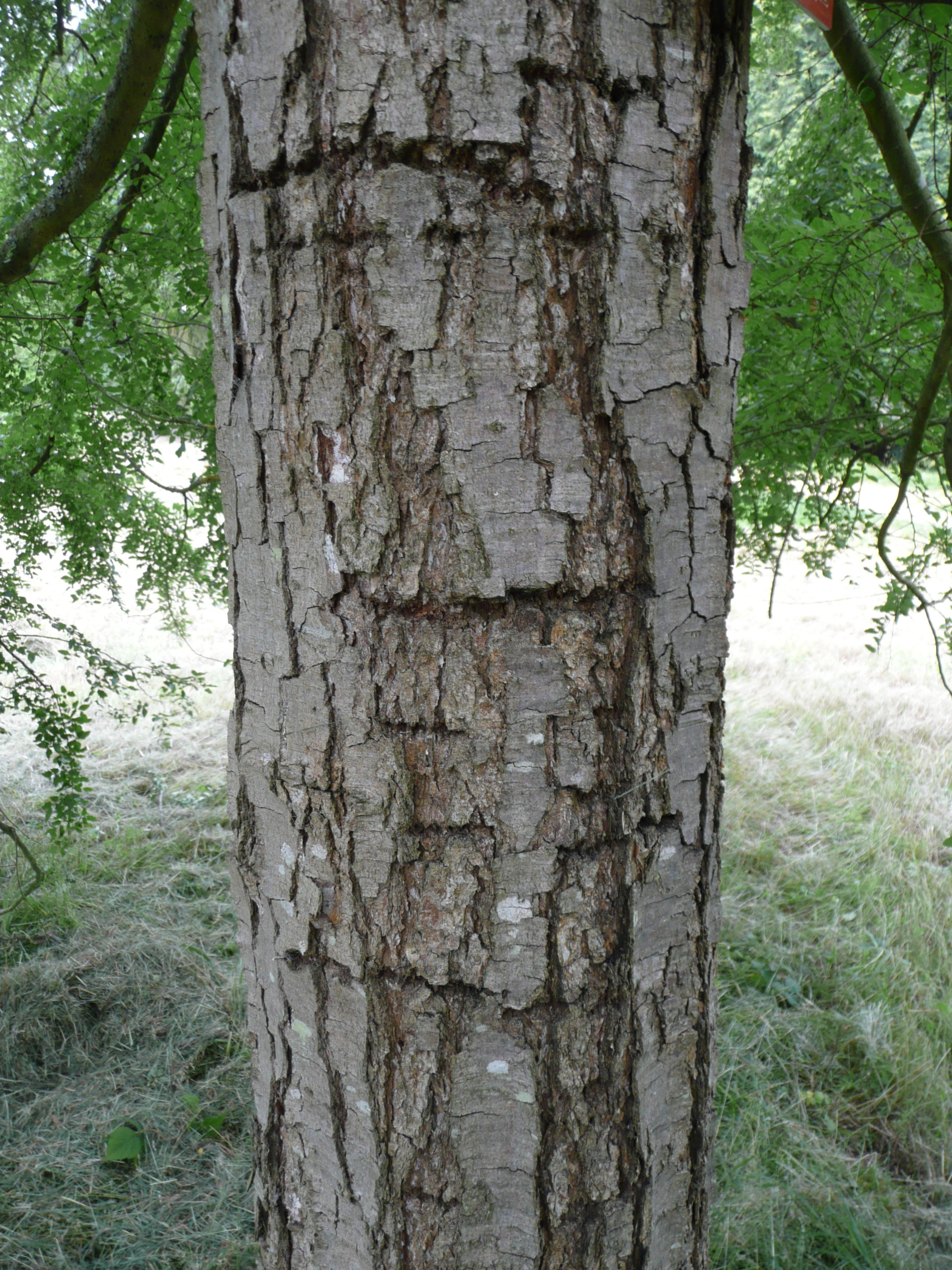
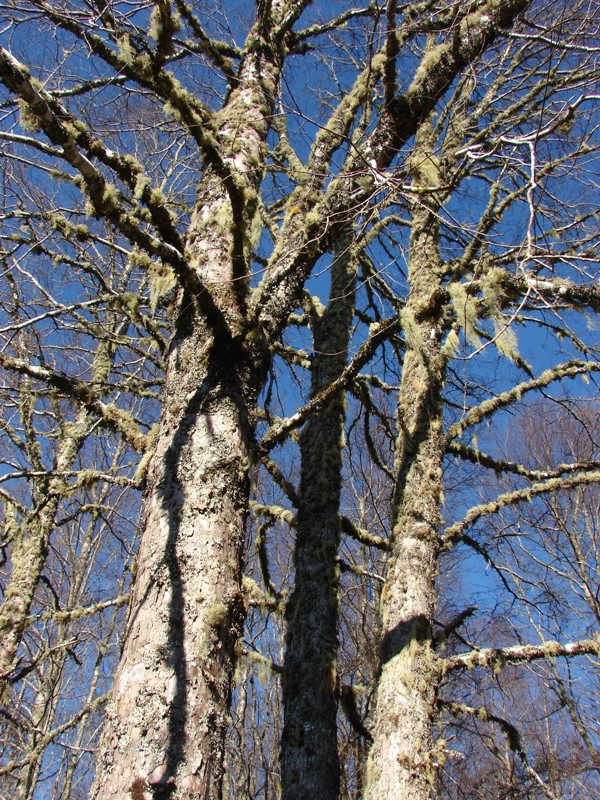
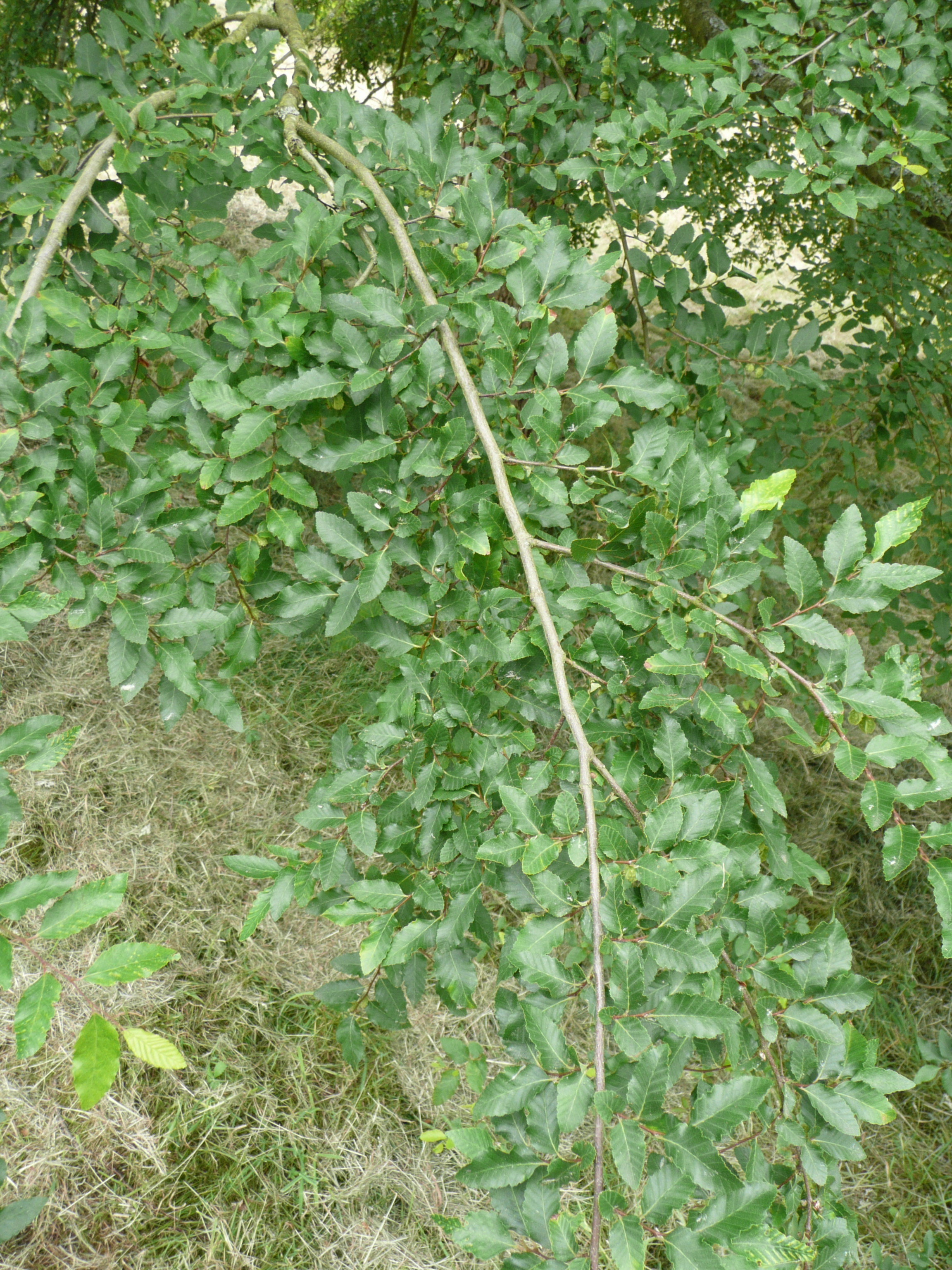
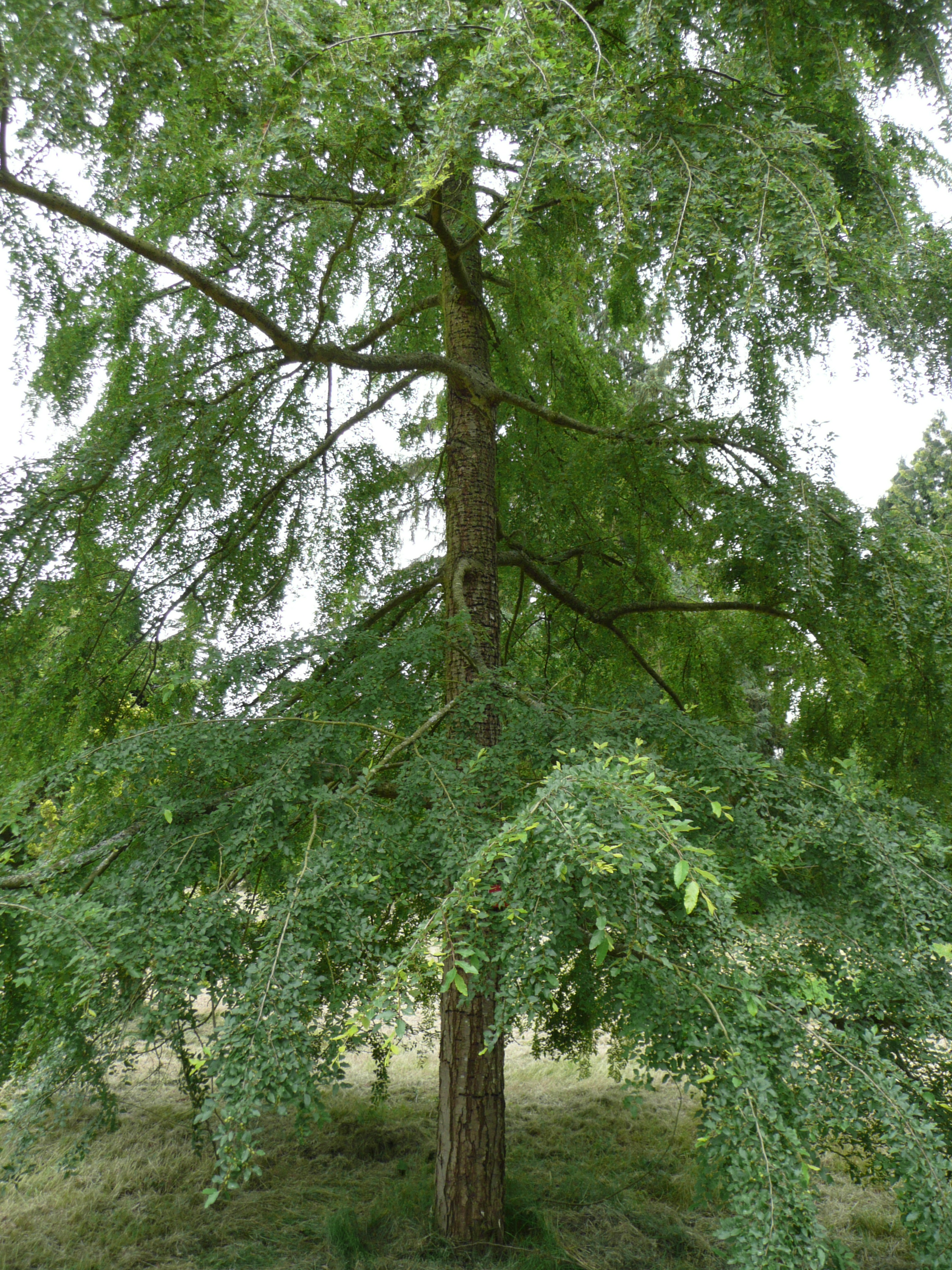